# ليونارد أشايم
ليونارد أشايم هو مهندس معماري ألماني، ولد في 1877 في ألمانيا، وتوفي في 1961 في فيرفيلد في الولايات المتحدة.